# Marcelo Navajas
Marcelo Navajas Salinas (Tarija, Bolivia; 1 de diciembre de 1957) es un médico cirujano y neumólogo boliviano. Fue el ministro de Salud de Bolivia desde el 8 de abril de 2020 hasta el 20 de mayo de 2020 durante el gobierno de la presidenta Jeanine Áñez Chávez.
Navajas fue posesionado tras la renuncia de su antecesor el exministro Aníbal Cruz Senzano.

## Biografía
Marcelo Navajas Salinas nació el 1 de diciembre de 1957 en la ciudad de Tarija. Se trasladó a vivir a la ciudad de La Paz donde en 1976 ingresó a estudiar en la Facultad de Medicina de la Universidad Mayor de San Andrés (UMSA), titulándose como médico cirujano de profesión el año 1981. Años después se especializó en Neumología y Cirugía Toráxica. 
Navajas ocupó varios cargos relacionados con su profesión: presidió la Sociedad de Cirugía Departamental La Paz y el Colegio Internacional de Cirujanos filial Bolivia, fue uno de los 16 vicepresidentes del Colegio Internacional de Cirujanos a nivel mundial. Es miembro de la Sociedad Boliviana de Cirugía, de la Federación Latinoamericana de Cirugía, del Fellow Del International College of Surgeons. Hasta la fecha de su posesión como nuevo ministro, desempeñó como cirujano en los hospitales Juan XIII y el hospital del Tórax.
Proceso penal por estafa
El exministro de salud de Bolivia, figuró como socio de la clínica Virgen de la Asunción en La Paz, Bolivia. Dicha clínica está registrada como una Sociedad de Responsabilidad Limitada (Ltda.), según Fundempresa. 
El 7 de enero de 2001, la esposa de un paciente con un diagnóstico de cáncer entregó la suma de 10.960 $us. a Marcelo Navajas Salinas para que éste adquiera medicamentos en la República de Chile para el tratamiento de su esposo. Sin embargo, los medicamentos (a su entrega en Bolivia) se encontraban re etiquetados y con fecha de vencimiento inadecuada, además el acusado presuntamente presentó recibos y una factura falsa que no justificaban la cifra entregada inicialmente por la esposa del paciente, por lo cual se le acusó por los delitos de estafa y otros, el caso tuvo apelaciones entre las partes, y un recurso de casación el 2013, según figura en el Auto Supremo AS/0322/2013-RRC del Tribunal Supremo de Justicia Bolivia (ver auto supremo).

### Ministro de Salud 2020
La presidenta de Bolivia, (Bolivia) Jeanine Áñez, posesionó el 8 de abril de 2020 a Marcelo Navajas Salinas como nuevo ministro de salud, en un breve acto realizado en Palacio Quemado. En dicho acto de posesión también asistió el saliente exministro Aníbal Cruz, quien dejó el cargo por razones personales.
El 20 de mayo de 2020, Navajas fue detenido por la policía boliviana en calidad de sospechoso en un caso de compra irregular de respiradores a una empresa española con un sobreprecio del 300%. A raíz de esto, la Presidenta de Bolivia lo destituyó de su cargo, siendo reemplazado por su viceministra María Eidy Roca.
| Predecesor: Aníbal Cruz Senzano | Ministro de Salud de Bolivia 8 de abril de 2020 - 20 de mayo de 2020 | Sucesor: María Eidy Roca |